# Benedykt od Jezusa
Benedykt od Jezusa FSC, Héctor Valdivielso Sáez (ur. 31 października 1910 w Buenos Aires, zm. 9 października 1934 w Turón; Asturia) – pierwszy święty Kościoła katolickiego pochodzący z Argentyny, zakonnik, ofiara prześladowań religijnych poprzedzających wybuch hiszpańskiej wojny domowej.
Pochodził z rodziny hiszpańskich emigrantów. Ochrzczony został w kościele pod wezwaniem Mikołaja z Miry, na którego miejscu obecnie znajduje się El Obelisco. Po powrocie na kontynent podjął naukę wstępując do nowicjatu lasalianów w Belgii i przyjął imię Benedykt od Jezusa. Planował podjąć działalność misyjną w ojczyźnie. Przed powrotem do Argentyny przydzielono mu pracę w szkole w Astordze, a w 1933 roku przeniesiony został do kolegium Zgromadzenia Braci Szkół Chrześcijańskich pod wezwaniem Matki Bożej z Covadonga w Turónie.
5 października 1934 roku razem z grupą ośmiu towarzyszy został uwięziony. Przetrzymywani w „domu ludowym” zostali wkrótce rozstrzelani na podstawie wyroku wydanego przez komitet rewolucyjny.
Br. Benedykt od Jezusa beatyfikowany został przez papieża Jana Pawła II 29 kwietnia 1990 r., a kanonizacja odbyła się 21 listopada 1999 r. w  bazylice św. Piotra na Watykanie.
Dniem, w którym wspominany jest w Kościele katolickim jest dzienna rocznica śmierci, 9 października.